# Laurence Nowell (clérigo)
Laurence (ou Lawrence) Nowell (falecido em 1576) foi um clérigo inglês, que se tornou arquidiácono de Derby e, em seguida, decano de Lichfield.

## Vida
Primo de primeiro grau de Laurence Nowell, o antiquário, Nowell entrou no Brasenose College, Oxford, em 1536 e obteve o seu mestrado em 1544. Ele foi nomeado mestre na escola de gramática em Sutton Coldfield em Warwickshire em 1546, mas após uma disputa com a corporação da cidade, ele deixou o cargo em 1550. Em novembro de 1550, ele foi ordenado diácono pelo bispo de Londres Nicholas Ridley. Tendo fortes opiniões protestantes, Nowell fugiu da Inglaterra quando Mary assumiu o trono, juntando-se finalmente ao seu irmão, Alexander Nowell, em Frankfurt.
Nowell retornou à Inglaterra com a ascensão de Elizabeth em 1558. Naquele ano, ele tornou-se arquidiácono de Derby. Em março de 1560, ele tornou-se decano de Lichfield. Ele morreu em 1576 e acredita-se que esteja enterrado em Weston, Derbyshire.